# Doctor Atomic
Doctor Atomic és una òpera del compositor nord-americà contemporani John Adams, amb llibret de Peter Sellars. Es va estrenar a l'Òpera de San Francisco l'1 d'octubre de l'any 2005. L'obra se centra en l'estrès i l'ansietat als quals estava sotmès l'equip que treballava al laboratori de Los Alamos per crear la primera bomba atòmica.
L'obra se entra en els agents clau del Projecte Manhattan, especialment en J. Robert Oppenheimer, així com en Kitty Oppenheimer, l'esposa de Robert, i l'ansietat que li generava a ella el projecte del seu marit.
Doctor Atomic té un estil similar al d'altres òperes anteriors d'Adams, com ara Nixon in China i The Death of Klinghoffer, que consisteixen en la indagació de les personalitats que havien participat en incidents històrics, més que no pas en la recreació d'aquests incidents.

## Llibret
La majoria del text de l'òpera és una adaptació de documentació governamental classificada dels EUA i de comunicacions entre els científics, els oficials del govern i el personal militar que van participar en el projecte. Entre els altres textos emprats hi ha poemes de Charles Baudelaire i Muriel Rukeyser, els Holy Sonnets de John Donne, cites del Bhagavad Gita, i una cançó tradicional tewa.

## Enregistraments
- 2008: DVD/Blu-ray amb Gerald Finley com a J. Robert Oppenheimer; director: Lawrence Renes; Netherlands Philharmonic Orchestra and Chorus; Studio: Opus Arte.
- 2012: Grammy Award al millor enregistrament d'òpera, amb Gilbert, Finley, Cooke, Fink, Glenn, Metropolitan Opera, 2008 Sony.